# IC 484
IC 484 ist eine Spiralgalaxie vom Hubble-Typ Sa mit aktivem Galaxienkern im Sternbild Zwillinge auf der Ekliptik. Sie ist schätzungsweise 360 Millionen Lichtjahre von der Milchstraße entfernt und hat einen Durchmesser von etwa 65.000 Lichtjahren. 

Im selben Himmelsareal befinden sich u. a. die Galaxien NGC 2490, NGC 2492, IC 485, IC 486.
Das Objekt wurde am 6. März 1891 vom österreichischen Astronomen Rudolf Ferdinand Spitaler entdeckt.